# 梅ノ宮神社 (京都市)
梅ノ宮神社（うめのみやじんじゃ）は、京都府京都市左京区岩倉中町にある神社。

## 祭神
- 酒解神（さかとけのかみ） - 大山祇神（おおやまづみのかみ）にあてられ、酒造の守護神とされる。
- 大若子神（おおわくこのかみ/おおわくごのかみ） - 瓊々杵尊（ににぎのみこと）にあてられる。
- 小若子神（こわくこのかみ/こわくごのかみ） - 彦火火出見尊（ひこほほでみのみこと）にあてられる。
- 酒解子神（さかとけこのかみ） - 木花咲耶姫命（このはなのさくやひめのみこと）にあてられる。
- 仁明天皇 - 第54代天皇で、嵯峨天皇皇子。

## 歴史
- 慶長16年-寛永6年：下鴨の中村郷の人々が岩倉に移住。「中」村が成立[1]。
- 明治9年：現在地にあった宝蔵寺を廃し、現在より100メートル北東にあった梅ノ宮が当地に遷座。その際、大原大長瀬の梅宮神社の社殿を移築した。
- 明治6年：例祭が8月15日から10月23日に変更。
- 大正4年：社殿を南向きに改める。
- 大正6年：鳥居建立。
- 年代不詳：例祭が10月23日から5月3日に変更[2]。

## 境内社
- 日光大明神

## 大祭
梅ノ宮は子供の神様として親しまれ、5月5日の祭礼には主神社(長谷八幡宮)まで子供神輿が往復する。その後、男の子には境内で相撲をとらせ、天狗の面の行司がしきる。女の子は「御福持」(みふくもち)といい、お供え物を頭にいただき、長谷八幡神前に供え、子供のよりよき成長を祈る。帰路、煮た白豆を重箱に入れ、道行く人々に振舞う。

## 現地情報
所在地
- 京都府京都市左京区岩倉中町52

交通アクセス
- 最寄駅：叡山電鉄鞍馬線岩倉駅下車後、徒歩約9分